# Bogusław Mamiński

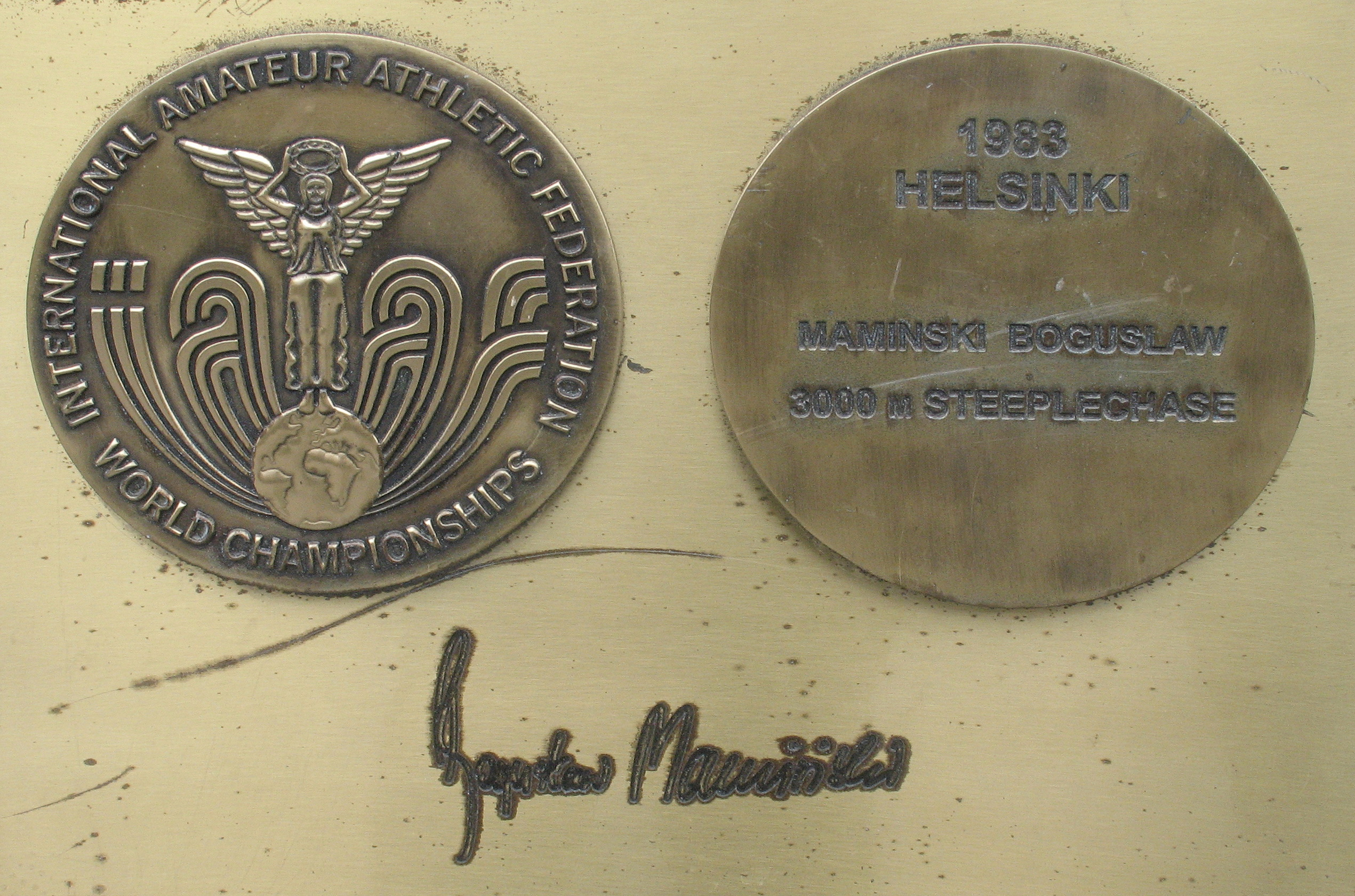
Kopia medalu i autograf B. Mamińskiego w Alei Gwiazd Sportu w Dziwnowie

Bogusław Mamiński (ur. 18 grudnia 1955 w Kamieniu Pomorskim) – polski lekkoatleta, biegacz na średnich i długich dystansach, wicemistrz świata i Europy, olimpijczyk.

## Życiorys
Urodził się 18 grudnia 1955 roku w Kamieniu Pomorskim. Matka była kierowniczką w ośrodku Funduszu Wczasów Pracowniczych w Rewalu, a ojciec księgowym, choć organizował też różne imprezy. Bogusław Mamiński ukończył Zespół Szkół Mechanicznych w Gryficach, gdzie uczył się w kierunku mechanika samochodowego. Później odbywał służbę zasadniczą w Wojskach Obrony Powietrznej Kraju. Już wtedy wyróżniał się na tle innych żołnierzy podczas porannej zaprawy. W czasie służby wojskowej dostał propozycję trenowania od dwóch wojskowych klubów sportowych: CWKS Legia w Warszawie i WKS "Oleśniczanka". Wybrał Oleśnicę. Tam też zaczął służbę w wojskach lotniczych. Był żołnierzem i sportowcem. W roku 1977 pierwszy raz dostał się do finału mistrzostw Polski. Nie odniósł tam jednak sukcesów. W roku 1978 wystartował ponownie w mistrzostwach Polski w Warszawie. Tutaj zdobył swój pierwszy złoty medal w biegu przełajowym na dystansie 6 kilometrów. Po wygranej trener Wiesław Kiryk wysłał go na zgrupowanie do Meksyku, gdzie trenował razem z Ireną Szewińską i Bronisławem Malinowskim. Po powrocie wystartował w Memoriale Janusza Kusocińskiego, gdzie zdobył drugie miejsce. W 1979 roku wziął udział w Mistrzostwach Świata w Biegach Przełajowych, gdzie zajął 12. miejsce. Później pojechał na Letnie Igrzyska Olimpijskie do Moskwy, gdzie zajął siódmą lokatę. Po Olimpiadzie wziął udział w kilku mityngach lekkoatletycznych. Jeszcze w tym samym roku (1980) wziął udział w Mistrzostwach Polski Seniorów w Lekkoatletyce. Na biegu na dystansie 3 kilometrów z przeszkodami minimalnie wyprzedził go Bronisław Malinowski przez co finalnie zdobył drugą lokatę. W roku 1981 w Rzymie (Puchar Świata w Lekkoatletyce 1981) zdobył mistrzostwo w biegu na 3000 metrów z przeszkodami. W roku 1982 został wicemistrzem Europy z Aten 1982. Po powrocie przeniósł się do CWKS Legia Warszawa. W roku 1983 na pierwszych Mistrzostwach Świata w Lekkoatletyce zdobył tytuł wicemistrza świata w biegu na 3000 metrów z przeszkodami. Już dwa tygodnie później, podczas Puchar Europy w Lekkoatletyce w Londynie wywalczył złoto. Trenował przed Letnimi Igrzyskami Olimpijskimi, które miały odbyć się w Los Angeles w 1984 roku. Na mityngu przedolimpijskim w Oslo był najlepszy. Jednak wskutek bojkotu wschodniej Europy nie pojechał ostatecznie na olimpiadę. Wziął za to udział w zawodach Przyjaźń-84 i zdobył złoty medal. W roku 1985 wyjechał do Włoch. W klubie Atletica Bojanese spędził dziesięć lat. Najpierw jako zawodnik, a później jako trener. Po powrocie do Polski został zawodnikiem Bałtyku Rewal, którego prezesem (również założycielem) był wówczas jego ojciec – Stanisław Mamiński. W 1993 roku podczas Mistrzostw Polski Seniorów w Lekkoatletyce zdobył złoto.

Tata był prezesem tego klubu. Chciałem zdobyć dla niego tytuł Mistrza Polski na trzy kilometry z przeszkodami. Udało się.

Po powrocie do ojczyzny założył firmę – Sporting Bogusław Mamiński. W Międzyzdrojach otworzył ośrodek szkoleniowo-wypoczynkowy (ośrodek szkolenia mistrzowskiego w konkurencjach wytrzymałościowych pod auspicjami Polskiego Związku Lekkiej Atletyki). Uzyskał tytuł magistra na Akademii Wychowania Fizycznego im. Eugeniusza Piaseckiego w Poznaniu.

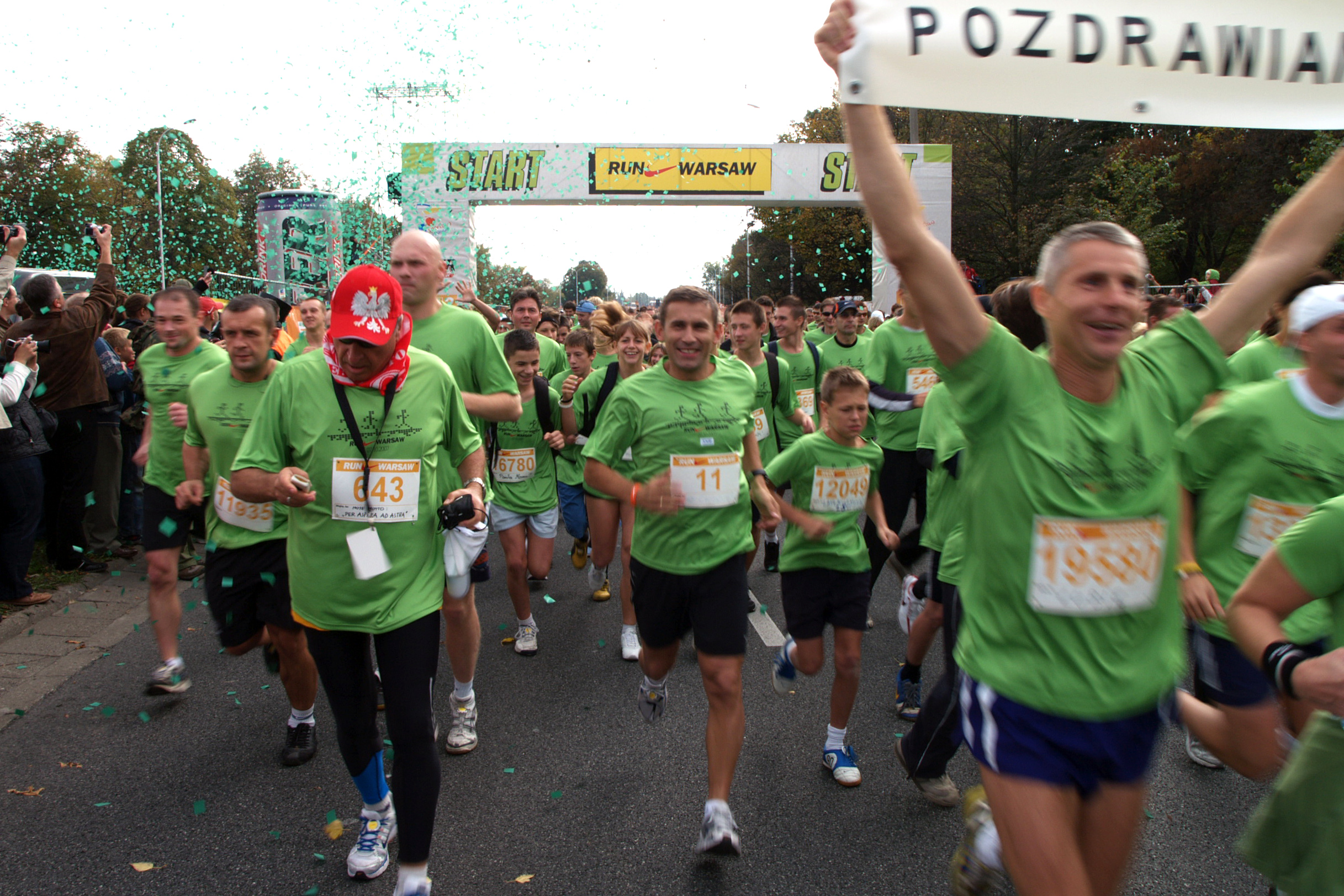
Biegnij Warszawo 2007

W Międzyzdrojach zaczął organizować międzynarodowy Bieg o Bursztynowy Puchar. W roku 1998 wśród gości byli m.in. Tadeusz Ślusarski, Władysław Komar i Jarosław Marzec. W drodze powrotnej doszło do wypadku w którym zginęli dwaj pierwsi, Marzec zmarł kilka dni później w szczecińskim szpitalu. Z powodu śmierci zmieniono formułę zawodów. Od kolejnych edycji zawsze 17 sierpnia w rocznicę ich śmierci odbywa się również konkurs skoku o tyczce i pchnięcia kulą. Mamiński organizuje też biegi śniadaniowe w nadmorskich miejscowościach wypoczynkowych: w Jarocławcu, Rewalu, Pobierowie, Niechorzu i Międzyzdrojach. W Warszawie z kolei jest organizatorem corocznego biegu Biegnij Warszawo na dystansie dziesięciu kilometrów.

## Osiągnięcia
Największe sukcesy odnosił w biegu na 3000 m z przeszkodami. Dwukrotnie startował w nim na olimpiadach, za każdym razem dochodząc do finału. W Moskwie 1980 był siódmy, a w Seulu 1988 ósmy. Nie mógł wyjechać na igrzyska do Los Angeles 1984 z powodu bojkotu, ale wygrał "alternatywne" zawody Przyjaźń-84. Startował w Rzymie 1987, ale odpadł w eliminacjach. Uczestniczył też w Mistrzostwach w Stuttgarcie 1986 (nie ukończył biegu finałowego) i Splicie 1990 (odpadł w eliminacjach). Zwyciężył w Pucharze Świata w 1981, a w Pucharze Europy był pierwszy (1983) dwa razy drugi (1981 i 1985) i czwarty (1987).
Dziewięć razy zdobywał mistrzostwo Polski:
- bieg na 5000 m – 1983 i 1987
- bieg na 3000 metrów z przeszkodami – 1979, 1985, 1992 i 1993
- bieg przełajowy na 6 km – 1978, 1981 i 1991

Był rekordzistą Polski na 2000 m. Dwukrotnie znalazł się w dziesiątce laureatów Plebiscytu Przeglądu Sportowego: w 1983 był piąty, a w 1984 trzeci. Dwukrotnie też zdobył Złote Kolce (w 1981 i 1984). Przez główną część kariery był zawodnikiem Oleśniczanki i Legii Warszawa.
| medal                              | miasto i rok mistrzostw | dyscyplina            | wynik      |
| ---------------------------------- | ----------------------- | --------------------- | ---------- |
| Mistrzostwa Polski                 |                         |                       |            |
| złoto                              | Warszawa 1978           | Bieg przełajowy 6 km  | 16' 09,6"  |
| brąz                               | Warszawa 1978           | 1500 m                | 3' 44,2"   |
| złoto                              | Poznań 1979             | 3000 m z przeszkodami | 8' 25,6"   |
| srebro                             | Łódź 1980               | 3000 m z przeszkodami | 8' 25,26"  |
| złoto                              | Zabrze 1981             | bieg przełajowy 6 km  | 17' 42,0"  |
| srebro                             | Zabrze 1981             | 1500 m                | 3' 43,35"  |
| srebro                             | Lublin 1982             | 1500 m                | 3' 38,99"  |
| złoto                              | Bydgoszcz 1983          | 5000 m                | 13' 44,43" |
| złoto                              | Bydgoszcz 1985          | 3000 m z przeszkodami | 8' 21,15"  |
| złoto                              | Poznań 1987             | 5000 m                | 13' 48,06" |
| brąz                               | Grudziądz 1988          | 1500 m                | 3' 42,77"  |
| złoto                              | Kielce 1991             | bieg przełajowy 6 km  | 20' 08"    |
| złoto                              | Warszawa 1992           | 3000 m z przeszkodami | 8' 35,83"  |
| złoto                              | Kielce 1993             | 3000 m z przeszkodami | 8' 38,74"  |
| srebro                             | Piła 1994               | 3000 m z przeszkodami | 8' 47,78"  |
| Memoriał Bronisława Malinowskiego  |                         |                       |            |
| srebro                             | Grudziądz 1986          | 1500 m                | 3' 48,03"  |
| Mistrzostwa Europy                 |                         |                       |            |
| srebro                             | Ateny 1982              | 3000 m z przeszkodami | 8' 19,22"  |
| Mistrzostwa Świata                 |                         |                       |            |
| srebro                             | Helsinki 1983           | 3000 m z przeszkodami | 8' 17,03"  |
| Puchar Świata                      |                         |                       |            |
| złoto                              | Rzym 1981               | 3000 m z przeszkodami | 8' 19,89"  |
| Mistrzostwa Armii Zaprzyjaźnionych |                         |                       |            |
| złoto                              | Poczdam 1979            | 3000 m z przeszkodami | 8' 31,1"   |
| Przyjaźń-84                        |                         |                       |            |
| złoto                              | Przyjaźń-84             | 3000 m z przeszkodami | 8' 27,15"  |

W roku 2005 członek Honorowego Komitetu Poparcia Lecha Kaczyńskiego w wyborach prezydenckich. Od 2009 roku organizator i dyrektor akcji biegowej pod hasłem Biegnij Warszawo oraz Biegów Śniadaniowych.

## Rekordy życiowe
- bieg na 1500 m – 3:38,93 s.
- bieg na 2000 m – 5:02,12 s.
- bieg na 3000 m – 7:47,12 s. (10 lipca 1985, Lozanna) – 3. wynik w historii polskiej lekkiej atletyki[5]
- bieg na 5000 m – 13:26,09 s. (17 sierpnia 1980, Nicea) – 3. wynik w historii polskiej lekkiej atletyki[5]
- bieg na 3000 metrów z przeszkodami – 8:09,18 s. (24 sierpnia 1984, Bruksela) – 2. wynik w historii polskiej lekkiej atletyki[5]